# NGC 5813
NGC 5813 ist eine elliptische Galaxie vom Typ E1 und liegt im Sternbild Jungfrau und etwa 88 Millionen Lichtjahre von der Milchstraße entfernt.
Sie wurde am 24. Februar 1786 von William Herschel entdeckt.